# Hajós
Hajós è un comune dell'Ungheria di 2 844 abitanti (dati 2018). È situato nella contea di Bács-Kiskun.

## Storia

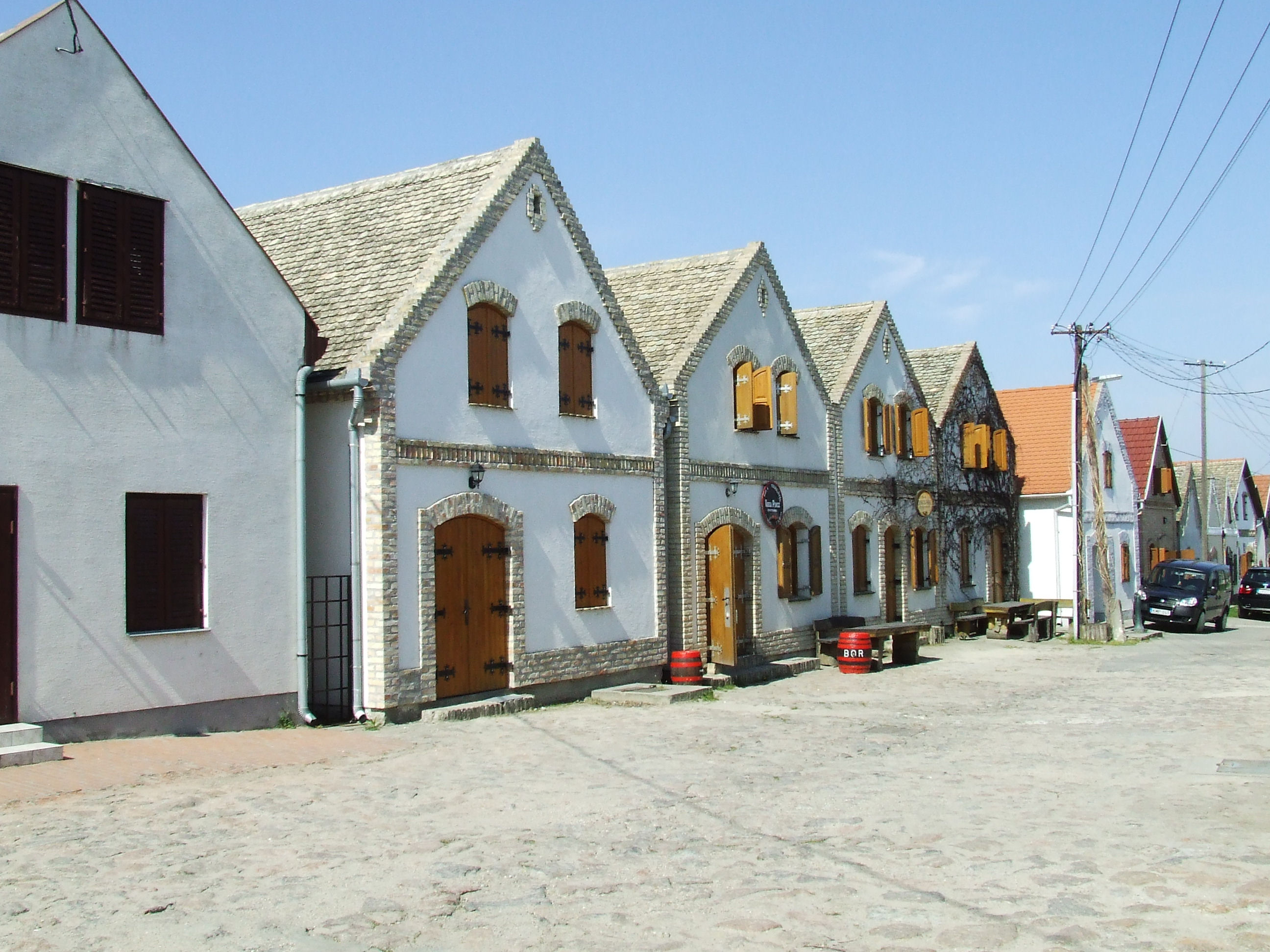
Cantine vinicole

Il nome del comune deriva dalla parola ungherese "hajó" che significa "nave". "Hajós" quindi significa “marinaio”. Il paese in origine era circondato dall'acqua. L'area circostante fu prosciugata grazie al regolamento del corso del Danubio, "Duna" in magiaro, all'incirca attorno al 1830. In ricordo, ancora oggi, la strada in centro del paese si chiama “Szigeti Fő utca” che significa “Strada principale dell’isola”. Come tanti insediamenti della Grande Pianura, si spopolò durante il periodo dell'occupazione ottomana per ricostituirsi dal 1725 al 1756 grazie all'immigrazione di coloni tedeschi detti Svevi del Danubio, scesi con barconi utilizzando la corrente del grande fiume. I barconi erano monouso e chiamati Ulmer Schachtel (scatola di Ulm). Il legno e i chiodi con cui erano costruiti servivano poi per edificare le prime case. Gli Svevi, per quasi due secoli, parlavano solo un dialetto svevo-tedesco, avevano solo rapporti coi tre paesi vicini pure svevo-tedeschi e si sposavano esclusivamente tra di loro. Alla fine del 1944 tutta l’Ungheria fu occupata dalle truppe sovietiche. Nel 1945, finita la guerra nella quale L’Ungheria era stata alleata della Germania nazista, 700 ex soldati di Hajós furono espatriati in Unione Sovietica e altri 200 che avevano combattuto nelle SS furono mandati in Germania Est. Di tutti questi, dopo anni ne rimpatriarono solo 3. Di conseguenza molte case rimasero disabitate e quindi durante il successivo dopoguerra arrivarono ad Hajós molti profughi ungheresi, sia dall'Alta Ungheria ora Slovacchia, per i decreti disumani di Edvard Beneš, ma anche dalla Voivodina, allora inglobata nella Iugoslavia di Tito, territori questi che fino alla prima guerra mondiale facevano parte della Grande Ungheria. Da allora il paese è diventato bilingue e ora la lingua tedesca si salva principalmente per i rapporti economici e turistici con l’Austria e la Germania. Il paese è noto soprattutto per il quartiere delle cantine. Quasi 1300 cantine vinicole unifamiliari scavate nel löss su un terrapieno a 2 chilometri dal centro di Hajós, formano il paese con il maggior numero di cantine del mondo.

## Amministrazione

### Gemellaggi
- Hirrlingen 1982
- Minerbio 1988
- Lengenfeld
- Nagimácsód